# Strontianverfahren
Mit dem Strontianverfahren wird Restzucker aus Melasse gewonnen. Strontian ist ein Gemisch von Strontiumoxid und Strontiumhydroxid und wird aus dem Mineral Strontianit (Strontiumcarbonat) hergestellt.

## Chemie

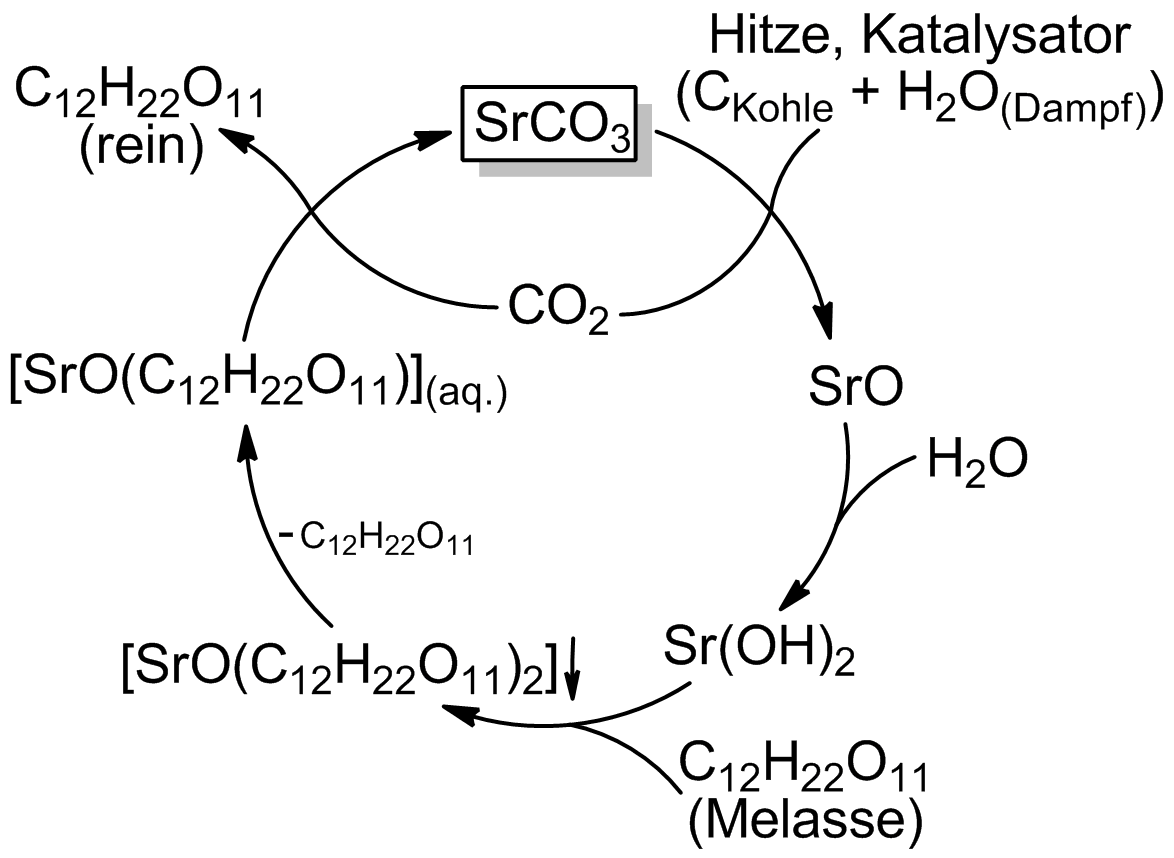
Chemische Reaktionen des Strontianverfahrens: zunächst wird SrCO_{3} in Sr(OH)_{2} überführt. Der Sr-Zucker-Komplex fällt in der Hitze als Disaccharat aus und geht beim Abkühlen als Monosaccharat wieder in die Lösung. Um die reine Saccharose zu erhalten, fällt man das Strontium als Karbonat mit einem Überschuss an CO_{2} wieder aus.

In einem ersten Schritt wird Strontiumcarbonat zu Strontiumoxid gebrannt. Im Gegensatz zu Calciumcarbonat (Kalzinierung) reicht hierzu einfaches Erhitzen nicht aus, sondern zum Brennen muss man Wasserdampf und/oder Kohle hinzufügen. Das entstandene Kohlendioxid wird später benötigt.
Strontian reagiert mit Zucker zu schwerlöslichem Strontiumsaccharat, das abfiltriert werden kann. Mit Hilfe von Kohlendioxid (aus dem Brennprozess) wird aus Strontiumsaccharat wiederum Strontiumcarbonat gefällt. Aus der verbliebenen Lösung wird durch Eindampfen reiner, strontiumfreier Zucker erhalten. Das Strontiumcarbonat kann wieder als Startmaterial in den Prozess eingebracht werden. Das Strontianverfahren ist ein Kreislauf, bei dem kein Strontium verbraucht wird (Katalysator).
Von Strontiumsaccharat existieren zwei Formen: bei niedriger Temperatur entsteht das Monosaccharat, bei hoher Temperatur das Disaccharat.

## Geschichte
Melasse ist ein Restprodukt bei der Zuckerproduktion aus Zuckerrübe und besteht selber noch aus mehr als 50 % Zucker. Die französischen Chemiker Hippolyte Leplay und Augustin-Pierre Dubrunfaut entwickelten ein Verfahren, um aus der Melasse durch Reaktion von Bariumoxid mit Zucker schwerlösliche Bariumsaccharate abzuscheiden. Im Jahr 1849 erweiterten sie ihr Patent auf Strontiumsalze. Es scheint bei diesem Patent nur um eine rechtliche Sicherung des Barytverfahrens zu gehen. In der Praxis hat das Strontianverfahren von Leplay und Dubrunfaut wahrscheinlich nicht funktioniert.
Erst durch die Arbeiten von Carl Scheibler wurde das Strontianverfahren industriell anwendbar.
Nach Scheibler muss das Strontianverfahren bei Siedehitze durchgeführt werden. Insbesondere in der Dessauer Zuckerraffinerie von Emil Fleischer kam das Verfahren zum Einsatz. Im Münsterland brach daraufhin ein regelrechtes „Goldfieber“ zur Gewinnung von Strontianit aus.
Eine der größten Gruben bei Drensteinfurt wurde nach Dr. Reichardt, dem Direktor der Dessauer Zuckerraffinerie benannt. Ein weiterer Einsatzort des Strontianverfahrens war die Zuckerfabrik Rositz.
Schon 1883 nahm die Nachfrage nach Strontianit deutlich ab. Zum einen wurde es durch ein anderes Strontiummineral (Coelestin) verdrängt, das billig aus England importiert wurde. Zum anderen sank der Zuckerpreis so stark, dass eine Gewinnung aus Melasse nicht mehr lohnend war.